# Burtjärnens kalkugn

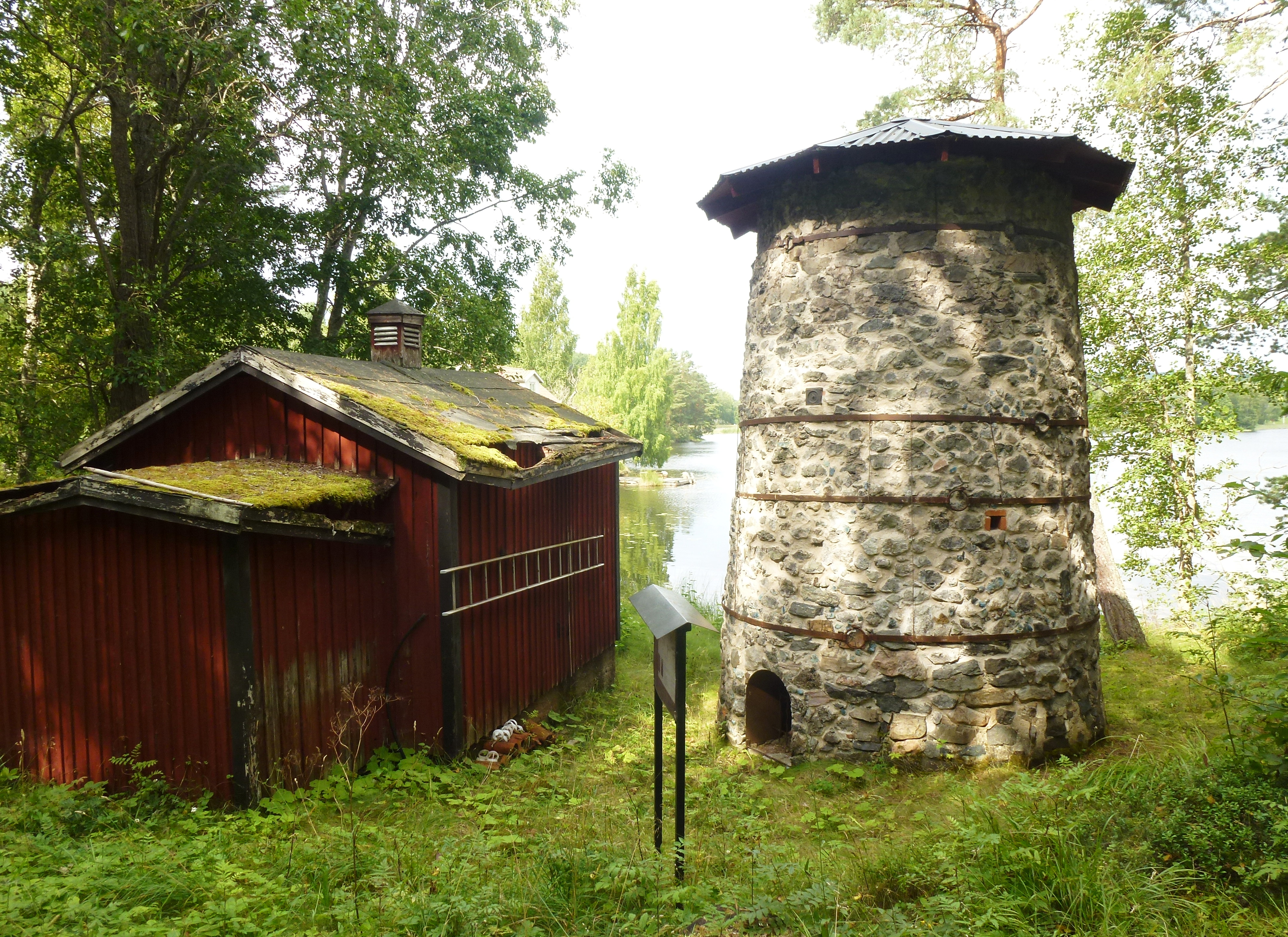
Burtjärnens kalkugn i augusti 2013.

Burtjärnens kalkugn ligger vid södra stranden av Burtjärnen intill Riksväg 66, inte långt från tätorten Sörvik, Ludvika kommun. Kalkugnen från 1840 är ett fornminne med RAÄ-nummer Ludvika 62:1 och en representativ anläggning i sitt slag.

## Beskrivning

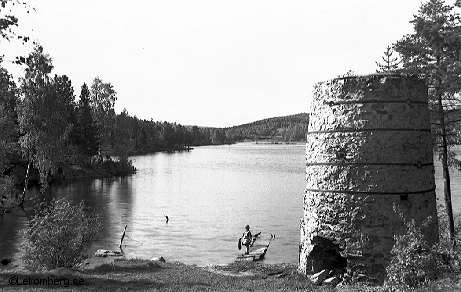
Burtjärnens kalkugn omkring 1921.

Burtjärnens kalkugn anlades 1840 på initiativ av bergsmannen Herrman Jansson från närbelägna Burens. Kalkstenen (den så kallade Sörvikskalken) hämtades i ett dagbrott nära Sörviks gruvor cirka 400 meter nordost om Burtjärnen. För transporten till ugnen byggdes bland annat en hästdragen linbana.
Den brända kalken användes som gödningsmedel, huvudsakligen på patron Öhmans stora jordbruk i Sörvik, men även för framställning av järn vid Nyhammars bruk och mulltimmerhyttan i Gonäs.
Ugnen är byggd av slaggsten, gråsten och murtegel. Höjden är sex meter och diametern cirka 2,5 meter, upptill något avsmalnande. Hela konstruktionen hålls ihop av ett antal dragband av järn. I pipan finns tre draghål och vid ugnens botten avordnades tre utslagsöppningar. Ugnen var i drift fram till 1915 och ingick som en del i den industri för järnframställning i Västerbergslagen. Därefter förföll ugnen och stenar ramlade ur konstruktionen.

## Renoveringen
År 2005 beslöt Länsstyrelsen i Dalarna, Ludvika kommun och Dalarnas museum att restaurera och renovera kalkugnen och skydda den med ett tak. Initiativtagare var Sörviksbygdens Kulturförening. Arbetet utfördes i två etapper: 2005 och 2007.